# Dietlinde Goltz
Dietlinde Goltz (* 13. Juli 1937 in Berlin; † 30. April 2020 in Tübingen) war eine deutsche Medizin- und Pharmaziehistorikerin und Hochschullehrerin.

## Leben und Wirken
Dietlinde Goltz begann zunächst mit der Ausbildung in einer Apotheke in Düsseldorf und studierte dann von 1959 bis 1962 Pharmazie an der Universität Bonn. 1963 erhielt sie dort die Approbation als Apothekerin. Ab 1962 studierte sie vor allem Pharmaziegeschichte an der Universität Marburg und wurde 1966 bei Rudolf Schmitz promoviert. 1969 habilitierte sie sich an der Universität Marburg und wechselte an die Christian-Albrechts-Universität zu Kiel, wo sie von 1970 bis 1973 als Dozentin am Institut für Geschichte der Medizin und Pharmazie (mit Schwerpunkt auf der Pharmaziegeschichte) tätig war. 1972 begann sie in Kiel außerdem ein Medizinstudium, das sie ab 1973 an der Universität Münster fortsetzte, wohin sie als Wissenschaftliche Rätin und Professorin im Bereich Medizingeschichte gewechselt war. 1978 erhielt sie in Münster die ärztliche Approbation und arbeitete einzige Zeit auch als Assistenzärztin in Duisburg. 1980 wurde sie an der Universität Münster mit einer medizinhistorischen Arbeit zur Dr. med. promoviert und wechselte an die Eberhard Karls Universität Tübingen, wo sie bis zum Eintritt in den Ruhestand 1999 als Akademische Rätin (seit 1981: außerplanmäßige Professorin) am Institut für Ethik und Geschichte der Medizin lehrte.
In ihren wissenschaftlichen Arbeiten beschäftigte sich Dietlinde Goltz vor allem mit der Geschichte der Pharmazie bzw. Pharmakologie in der Antike und im Mittelalter.
Im Jahre 1984 wurde ihr für ihre pharmaziegeschichtlichen Arbeiten die Schelenz-Plakette der Internationalen Gesellschaft für Geschichte der Pharmazie verliehen.

## Schriften
Monographien
- Studien zur Geschichte der Mineralnamen in Pharmazie, Chemie und Medizin von den Anfängen bis Paracelsus (= Sudhoffs Archiv, Beiheft, Bd. 14). Steiner, Wiesbaden 1972 (= Dissertation an der Universität Marburg).
- Studien zur altorientalischen und griechischen Heilkunde. Therapie – Arzneibereitung – Rezeptstruktur (= Sudhoffs Archiv, Beiheft, Bd. 16). Steiner, Wiesbaden 1974, ISBN 3-515-01789-5 (= Habilitationsschrift an der Universität Marburg).
- Mittelalterliche Pharmazie und Medizin. Dargestellt an Geschichte und Inhalt des Antidotarium Nicolai mit einem Nachdruck der Druckfassung von 1471 (= Veröffentlichungen der Internationalen Gesellschaft für Geschichte der Pharmazie e.V., N.F., Bd. 44). Wissenschaftliche Verlagsgesellschaft, Stuttgart 1976, ISBN 3-8047-0539-1.
- (mit Joachim Telle u. Hans J. Vermeer): Der alchimistische Traktat "Von der Multiplikation" von Pseudo-Thomas von Aquin. Untersuchungen und Texte (= Sudhoffs Archiv, Beiheft, Bd. 19). Steiner, Wiesbaden 1977, ISBN 3-515-02589-8.

Aufsätze
- Über die Rolle des Arzneimittels in antiken und christlichen Wunderheilungen. In: Sudhoffs Archiv, Bd. 50 (1966), H. 4, S. 392–410.
- Versuch einer Grenzziehung zwischen "Chemie" und "Alchemie". In: Sudhoffs Archiv, Bd. 52 (1968), H. 1, S. 30–47.
- Mitteilungen über ein assyrisches Apothekeninventar. In: Archives internationales d'histoire des sciences, Bd. 21 (1968), H. 82/83, S. 95–114.
- Krankheit und Sprache. In: Sudhoffs Archiv, Bd. 53 (1969), H. 3, S. 225–269.
- Zu Begriffsgeschichte und Bedeutungswandel von vis- und virtus im Paracelsistenstreit. In: Medizinhistorisches Journal, Bd. 5 (1970), H. 3–4, S. 169–200.
- Alchemie und Aufklärung. Ein Beitrag zur Naturwissenschaftsgeschichtsschreibung der Aufklärung. In: Medizinhistorisches Journal, Bd. 7 (1972), S. 31–48.
- Die Paracelsisten und die Sprache. In: Sudhoffs Archiv, Bd. 56 (1972), H. 4, S. 337–352.
- Naturmystik und Naturwissenschaft in der Medizin um 1600. In: Sudhoffs Archiv, Bd. 60 (1976), H. 1, S. 45–65.
- (mit J. Schouten): James Primrose und sein Kampf gegen die Theorie vom Blutkreislauf. In: Sudhoffs Archiv, Bd. 61 (1977), H. 4, S. 332–352.
- Die Lehre vom Blutkreislauf und die Entstehung einer "rationalen" Pharmakologie. In: Jahrbuch des Instituts für Geschichte der Medizin der Robert-Bosch-Stiftung, Bd. 7 (1988), S. 115–134.
- Zum Ursprung der Lehre von den Schärfen. In: Kurt Ganzinger/Wolfgang-Hagen Hein (Bearb.): Die Schelenz-Stiftung. Bd. 3: 1977–1988 (= Veröffentlichungen der Internationalen Gesellschaft für Geschichte der Pharmazie e.V., N.F., Bd. 57). Wissenschaftliche Verlagsgesellschaft, Stuttgart 1989, S. 61–74, ISBN 3-8047-1030-1.
- Paracelsus als Leitbild. Die Historiker und ihr Objekt. In: Peter Dilg (Hrsg.): Neue Beiträge zur Paracelsus-Forschung (= Hohenheimer Protokolle, Bd. 47). Akad. der Diözese Rottenburg-Stuttgart, Stuttgart 1995, S. 15–40, ISBN 3-926297-53-0.
- Marcello Malpighi als Verteidiger der neuen Medizin. In: Peter Kröner (Hrsg.): Ars medica. Verlorene Einheit der Medizin? Fischer, Stuttgart 1995, S. 25–38, ISBN 3-437-11601-0.